# A-003
A-003 — третє випробування системи аварійного порятунку в польоті за американською космічною програмою Аполлон.
Використовувались: ракета-носій «Літтл Джо», масогабаритний макет командного відсіку (BP-22), масогабаритний макет службового відсіку і система аварійного порятунку на старті.
Випробування мало визначити можливість роботи системи аварійного порятунку на висоті приблизно 32 км.
Запуск було здійснено 19 травня 1965 о 13:01:04 UTC з випробувального полігону Вайт-Сендз в штаті Нью-Мексико зі стартового комплексу 36.
Під час запуску один з чотирьох стабілізаторів заклинило в крайньому положенні. Система управління з допомогою інших стабілізаторів намагалася виправити ситуацію, але невдало. Після 25 секунд польоту на висоті приблизно 5 км ракета-носій зруйнувалася внаслідок відцентрової сили, що виникла від незапланованого сильного обертання. Система аварійного порятунку спрацювала відмінно і відвела макет командного відсіку від ракети-носія.
Хоча головної мети випробування не було досягнуто, але було випробувано систему порятунку у дійсно аварійній ситуації.